# Blackhill Enterprises
La Blackhill Enterprises è stata una compagnia manageriale nell'ambito del rock fondata dai primi 4 membri dei Pink Floyd insieme a Peter Jenner e Andrew King.
La Blackhill è nota anche per aver organizzato il primo concerto gratuito all'Hyde Park di Londra.
Dopo la fuoruscita di Syd Barrett dai Pink Floyd, Jenner e King abbandonarono i Floyd, ma continuarono a seguire Barrett.
Tra gli artisti di cui furono manager vi sono anche:
- Marc Bolan
- Edgar Broughton Band
- The Clash
- Ian Dury
- Roy Harper
- Alberto Y Lost Trios Paranoias

Dopo lo scioglimento della società sia Jenner che King continuarono a lavorare nel music management.